# Francisco Sagasti
Francisco Sagasti (ur. 10 października 1944 w Limie) – peruwiański polityk. Został powołany na urząd prezydenta Peru po odsunięciu z kadencji jego poprzednika – Manuela Merina.

## Życiorys
Z zawodu jest inżynierem przemysłowym. Studiował na Państwowej Politechnice Peruwiańskiej.
W latach 1984–1990 członek Komisji Nauki i Technologii dla Rozwoju przy ONZ a w latach 1989-1990 jej przewodniczący. W latach 1987–1990 przewodniczący nowo utworzonego Departamentu Planowania Strategicznego przy Banku Światowym. 
Wykładowca Papieskiego Uniwersytetu Katolickiego w Peru i Universidad del Pacífico w Limie.
W 1996 był jednym z zakładników podczas okupacji ambasady japońskiej.

## Działalność polityczna
Stanął na czele założonej w 2016 Fioletowej Partii (Partido Morado), jako ideologiczny lider. Z jej ramienia wybrany do Kongresu w marcu 2020. 16 listopada 2020 wybrany na przewodniczącego Kongresu i dzięki linii sukcesji objął też funkcję prezydenta Peru.
Tę funkcję przestał pełnić 28 lipca 2021 roku, kiedy został zaprzysiężony Pedro Castillo.

## Publikacje
Sagasti opublikował ponad dwadzieścia pięć książek, na takie tematy jak nauka, technologia, demokracja i polityka rozwojowa. Publikuje także w pismach specjalistycznych. Był członkiem Zarządu pism Foresight, El Trimestre Económico, World Development oraz Technological Forecasting and Social Change. 
Udzielał się także w prasie peruwiańskiej, publikując w następujących czasopismach i dziennikach: Caretas, Perú 21, El Comercio, oraz La República.

### Książki
- El reto del Perú en la perspectiva del tercer mundo (Wyzwanie Peru w perspektywie trzeciego świata). Wespół z Jorge Bravo Bresani oraz Augusto Salazar Bondy. Lima, Moncloa - Campodonónico Editores Asociados, 1972.
- Tecnología, planificación y desarrollo autónomo (Technologia, planifikacja i rozwój samodzielny), Lima, Instituto de Estudios Peruanos, 1977;
- Ciencia, tecnología y desarrollo latinoamericano (Nauka, technologia i rozwój Ameryki Łacińskiej), Fondo de Cultura Económica, 1981;
- La política científica y tecnológica en América Latina (Polityka naukowa i technologiczna w Ameryce Łacińskiej), Colegio de México, 1983;
- Imaginemos un Perú mejor (Wyobraźmy sobie lepsze Peru), Lima, Agenda: Perú, 1999;
- Democracia y Buen Gobierno (Demokracja i dobre rządy). Wespół z Pepi Patrón, Nicolás Lynch oraz Max Hernández. Lima, Editorial Apoyo, 1999;
- Development Cooperation in a Fractured global Order (wespół z Gonzalo Alcalde), Ottawa, IDRC, 1999;
- A Foresight and Policy Study of the Multilateral Development Banks, Sztokholm, Swedish Ministry for Foreign Affairs, 2000;
- La banca multilateral de desarrollo en América Latina, United Nations Publications, 2002;
- Knowledge and Innovation for Development, Londyn, Edward Elgar Publishing, 2004;
- The Future of Development Financing: Challenges and Strategic Choices, Basingstoke, UK, Palgrave-McMillan, 2005;
- Power, Purse and Numbers: A Diagnostic Study of the UN Budget and Finance Process and Structure (wespół z Úrsula Casabonne oraz Fernando Prada), Sztokholm, The Four Nations Initiative, październik 2007;
- Ciencia, tecnología, innovación. Políticas para América Latina, Lima, Fondo de Cultura Económica, 2011;
- Un desafío persistente. Políticas de ciencia, tecnología e innovación en el Perú del siglo 21 (Niekończące się wyzwanie: polityka techniczna, naukowo-techniczna i innowacyjna w Peru XXI wieku). Wespół z Lucía Málaga. Lima, Fondo de Cultura Económica del Perú/ Fondo Editorial de la Pontificia Universidad Católica del Perú, 2017.[6]